# No Good Advice
"No Good Advice" é o título do segundo single do grupo pop britânico Girls Aloud, e o segundo do seu primeiro álbum de estúdio, Sound of the Underground. O single foi lançado no Reino Unido em 12 de maio de 2003 pela gravadora Polydor Records.

## Lançamento e recepção
"No Good Advice" fala sobre uma garota que não precisa de "nenhum bom conselho" (no good advice), e está fazendo as coisas como quer, independentemente.
O single foi lançado cinco meses após a estréia de grande sucesso do grupo, com "Sound of the Underground". "No Good Advice" não atingiu o mesmo sucesso do single anterior, mas alcançou o segundo lugar no UK Singles Chart. O single ainda trás como b-side a música "On a Round".
Há ainda uma versão explícita de "No Good Advice", que foi incluída no disco bônus da coletânea The Sound of Girls Aloud. A única diferença entre a versão explícita da versão do álbum, é que na versão explícita há a citação de alguns palavrões.
Em 2008, a cantora taiwanesa Jolin Tsai fez uma regravação do b-side "On A Round".

## Videoclipe
O vídeo de "No Good Advice" mostra as garotas com roupas metálicas, prateadas, com aspecto futurista. As roupas são as mesmas que elas vestem para a capa do seu primeiro álbum, Sound of the Underground.
No clipe as meninas aparecem junto a um velho carro que bateu em uma cabine telefônica. Elas cantam junto a vários homens tocando guitarra. No final, elas aparecem cantando com animações ao fundo.
As garotas afirmaram em um programa, exibido na MTV, para promover seu segundo álbum What Will the Neighbours Say?, que odiaram filmar o clipe. As calças de Sarah e Cheryl se rasgaram, e até o maquiador gritou com elas. Em 2006, os telespectadores da "FHM TV" votaram em "No Good Advice" como o quinto videoclipe mais sexy de todos os tempos.

## Faixas e formatos
Esses são os principais formatos lançados do single de "No Good Advice":
UK CD1
1. "No Good Advice" - 3:48
2. "On A Round" - 2:45
3. "No Good Advice" (Dreadzone Vocal Mix) - 6:53
4. "No Good Advice" (video) - 3:46

UK CD2
1. "No Good Advice" - 3:48
2. "You Freak me Out" - 3:05
3. "No Good Advice" (Doublefunk Clean Vocal Mix) - 7:30
4. "No Good Advice" (Parental Advisory Version) - 3:52

UK Single DVD
1. "Sound of the Underground" (video) - 3:46
2. "No Good Advice" - 3:43
3. Galeria de fotos
4. Making of do clipe

### Versões
Essas são as versões oficiais e remixes lançados:
| Versão               | Onde foi lançado                                                            |
| -------------------- | --------------------------------------------------------------------------- |
| Album Version        | "No Good Advice" single, Sound of the Underground, The Sound of Girls Aloud |
| Dreadzone Vocal Mix  | "No Good Advice" single                                                     |
| Video                | "No Good Advice" single, Girls on Film (DVD), Style (DVD)                   |
| Doublefunk Vocal Mix | "No Good Advice" single, Mixed Up                                           |
| Explicit Version     | The Sound of Girls Aloud "No Good Advice" single                            |

## Desempenho nas Paradas
"No Good Advice" estreou em segundo lugar no UK Singles Chart, perdendo apenas para "Ignition Remix", de R. Kelly. O single passou seis semanas no Top 40. "No Good Advice" também alcançou o 13° lugar no UK Airplay Chart.

### Posiçao nas paradas
| Parada (2003)                               | Posição |
| ------------------------------------------- | ------- |
| Austrália - ARIA Charts                     | 88      |
| Bélgica - Top 40                            | 45      |
| Irlanda - IRMA Charts                       | 2       |
| Países Baixos - Top 40                      | 23      |
| Reino Unido - Singles Chart                 | 2       |
| Reino Unido - Parada de final de ano (2003) | 56      |
| Roménia - Singles Chart                     | 97      |